# 孫生性騷擾案
孫生性騷擾案是2024年7月於臺灣發生的一宗性騷擾事件，主犯為男藝人、網路紅人孫生。

## 案情
孫生（原名余孫生，2024年12月底改名孫羿泩）和被害人是在2024年7月8日於臺北市信義區的夜店認識，並相約吃飯，但在過程中多次伸手拍打被害人臀部，再加上性暗示的言語調戲。受害人因不堪忍受而提前離席前往報案，臺北市政府警察局松山分局受理後依法移送臺灣臺北地方檢察署偵查並予以起訴。
檢察官於2024年10月25日依《性騷擾防治法》提起公訴，2025年2月4日，臺灣臺北地方法院一審依性騷擾罪判處有期徒刑5月，得易科罰金新臺幣15萬元。可上訴。

### 法院訊問與答辯
根據法院判決書內容，孫生坦承案發當天與A女、B女一同到餐廳用餐，期間與A女到餐廳門口的騎樓抽菸聊天。在此過程中，孫生用左手快速拍打A女左臀部約10下。當A女拉開距離、面向孫生後，孫生又靠近A女右側，再次以左手拍打及觸摸A女臀部4下。
在法庭上，孫生否認自己有性騷擾的意圖，表示當下沒有察覺A女有任何不舒服的反應，認為這樣的舉動只是開玩笑，並形容對自己來說「像是朋友間的互動」。此外，孫生強調，若他的行為讓A女感到不適，他願意道歉並和解賠償。
孫生的律師則辯稱，孫生年輕，一時不慎，在當下氛圍中可能誤解對方的態度，並未存有性騷擾的惡意。辯方指出，雙方當時的對話內容包含曖昧話題，甚至提及去汽車旅館的可能，孫生因此誤以為A女對這類互動是可以接受的，才會做出相關行為。

### 道歉影片
孫生於2025年2月11日回應該案，在YouTube影片中除了公開道歉外，也解釋拍打臀部對自己來說，就像打招呼一樣。由於其女友多芬發文為孫生解釋引起批評，孫生遂於同月14日再次出面表示「都是我的錯，她是個超好女孩，大家別罵她，她只是看到我在家裡太Emo就這樣而已，但我活該Emo就像我媽偷東西不對，但有人叫她去死一死，我也會於心不忍，身為公眾人物我以後會注意更多所有細節，讓別人感到不舒服，就是我的不對」等為女友緩頰。

## 衍生案件
該案判性騷成立後，先前的受害者陸續出面指控孫生，其中包含未成年少女。TikToker翎聲響起表示，自己14歲時曾經差點遭孫生騙到汽車旅館事件。當年是收到對方合拍攝影片為由提出邀約，抵達拍攝現場沒有其他工作人員在場，對方不停稱等等就到，順勢提出先約會或是去薇閣請求。最終，翎聲響起表示，幸好我最後以爸媽在找我了，才成功脫身。

### 今晚住誰家
2025年2月19日，網紅舒二魚（舒舒）公開指控，揭露孫生過去曾多次對女性網紅進行性騷擾。她表示，孫生會利用自己的流量與名氣，邀請小型網紅喝酒，並以「未來有合作機會」為由，引誘對方赴約。她回憶，在17歲時，孫生曾邀請她去夜店，並要求她使用假證件入場，但她當時拒絕。
此外，她爆料，過去與孫生合作《今晚住誰家》節目計畫的女性網紅A女，曾遭孫生強壓在身上，並試圖脫去對方的褲子，過程長達一小時。當時在場的培根與攝影師均未加以制止，引發輿論批評。
舒二魚也指控，孫生不只一次對女性有不當行為。另一名女性網紅在舒二魚的訪談中透露，孫生曾趁拍攝時在她面前脫褲，並進行性暗示，當時她因害怕，謊稱家中有監視器，孫生才稍作收斂。此外，她還指控，孫生曾在計程車上伸手進入她的內褲觸摸，顯示其為性騷擾慣犯。
2月21日，針對舒舒舒二魚的指控，當時在場的YouTuber培根公開回應，詳細還原事發經過。他表示，受害者是他認識多年的朋友，當晚團隊在受害者家中借宿，他與攝影師分別睡在不同的位置，由於背對受害者，他未察覺異狀，直到隔天才得知事發經過，對自己的輕忽感到愧疚。培根強調：「孫生的行為非常不齒」，並承諾會全力配合調查，支持性騷擾零容忍的立場。此外，他對於自己當時未能意識到情況、沒有即時干預，也感到後悔，並表示會深刻反省。同時透露，孫生在事件爆發後，心理狀態嚴重惡化，甚至需要就醫服用鎮定劑與安眠藥，但他仍選擇陪伴孫生，不會選擇與他切割，而是共同面對問題。

### 拳上
2023年直播《拳上》畫面中，小哥哥艾理先提到性愛影片，接著孫生與酷炫談在中，炫耀擁有彼此性愛影片的對話。接著酷炫也解釋為何要互傳，若是性愛影片放在自己手機裡會被女朋友發現，才會直接把不能看的都放在朋友手機裡。酷炫在限時動態上澄清：「該直播是為了襯托拳上熱度做的節目效果，相關言論是為了做後續笑點鋪陳，並不具真實性。」

## 影響
孫生在該案後就很少露面，皆透過社群平台表述自己的想法。並於2月28日孫生在Instagram限動發黑底圖，表示自己正在進行內心反思。

### 分手擂台
Joeman於2月12日復刻綜藝節目《分手擂台》，由孫生、多芬這對真實男女朋友開戰，並找來孫生媽媽參與演出。Joeman於2月16日發文道歉，並下架合作孫生的影片。Joeman表示，當初因為看到Netflix宣傳與脆上火熱討論分手擂台，我的確是想跟上這個熱點與流量，便跟酷炫討論拍攝。當時直覺覺得孫生很適合分手擂台中的角色，他也很配合演出，就趕著把節目製作出來了。拍攝時我的確知道孫生有性騷擾案件，但我並沒有完整的閱讀判決書，今天我看完判決書後才意識到這件事的嚴重性。雖然Joeman在社群發出道歉聲明，但留言區卻一片罵聲。
反骨男孩成員培根傳送私訊給咪妃表示，妳前任出事了，快去安慰一下。咪妃回應發文表示，我跟你一點都不熟，真的是謝謝你的告知；但因為認為都是同行，所以還是禮貌性的貼個笑哭的表情符號回應。
Joeman於2月17日二度道歉，拍片說明事發經過，並強調自己沒有要蹭流量。雖然影片沒有開啟營利，但是開啟影片下方顯示「超級感謝」按鈕。Joeman片中表示，我理解性騷擾到告發到訴訟的過程非常的煎熬，捫心自問，我絕對不希望自己的親人或另一半遭遇這樣的對待與後遺症。對於性騷擾，絕對應該零容忍。未來，我會加深對性別意識的理解與尊重。

### 反骨男孩
2月18日，反骨男孩於晚間9點發表聲明，宣布與孫生終止經紀合約，並不再合作，原因是其行為難以管束。聲明中提及，團隊曾多次要求孫生對性騷擾事件深刻反省並向受害者道歉，但未見改善，因此決定切割關係。此外，反骨男孩承認早期處理失當，未能充分查證即發布回應，對此深感歉意，並承諾未來加強內容審查。但舒二魚對此表示不滿，認為團隊道歉只是因為輿論壓力，並質疑：「如果沒有輿論壓力，你們會出來道歉嗎？」她指控，反骨團隊長期縱容此類行為，甚至將女性網紅當作「後宮」對待。而「一周睡網美家」系列也在當天全數轉為私人影片。

## 各界意見
- 陳沂表示，孫生還好意思出來拍影片說，對他來說拍屁股很正常啊，是打招呼的方式，每個人尺度不同而已。他知道錯了，下次要拍前會先問，我可以拍嗎？真不敢相信判決書出來，有對話紀錄還有監視器影片，孫生還能繼續凹欸。[36]
- 《百靈果News》王晴蒂表示，我們女生一輩子都在學習怎麼保護自己，就是為了防範很衰的遇到你這種人啦。最好是這次讓你怕女生，怕到你一輩子都不敢隨便碰別人啦。[37]
- 《異色檔案》DK看完判決書與孫生和酷炫拍攝的道歉影片後，直接拍攝一支影片來撻伐兩人，我真的很難理解孫生怎麼還敢在社群平台討拍？YouTube的回應影片更扯，如果你真的覺得委屈，至少拿出內容來反駁判決吧，結果不但沒提，還硬要裝成自己是受害者，這才是最噁心的地方。[38]
- 林愷倫表示，說打屁股是美式的打招呼方式是我聽過最蠢的話，你去美國打打看。[39]
- 諶多芬表示，我從來沒看過他這樣，請大家得饒人處且饒人好嗎？我相信雙方都知道彼此的誤解，他也因為這個一直EMO，我很心疼。[40]
- 孫生的母親表示，其實你們不了解我的兒子，我的兒子是很乖、很純潔，他也一直很努力、很上進的，往這個演藝圈發展，所以法官大人，你要明察秋毫啊。[41]
- 小紅老師表示，希望有一天，所有台灣女性，乃至全世界的女性，都能學會如何對抗這類無恥之徒，讓這種惡行無所遁形！即便世界充滿惡意，妳們還是勇敢替自己站出來了。[42]
- 《陶色新聞》陶晶瑩表示，我覺得這個女生很勇敢去告他，而且是堅持下來這麼做。[43]
- 瑋哥表示，多多少少有，片場沒有看到很深入的畫面，他們都說當作藝術，我不知道這個影片到底有沒有犯罪的內容，我們都是真真假假、假假真真，搞不好他們有set好。[44]
- 吳泓逸表示，這我就不認同啦，法院都判決啦，那你還說自己不是性騷擾，那就不對吧，我不管他自己的認知是怎麼樣，這個行為在我的主觀意識上，或者是在社會觀點上，就是不對的事！[45]
- 馬來西亞歌手黃明志表示，跟所有男性同胞分享一下... 女生如果要告你強奸/性騷擾/非禮，其實是一件非常簡單的事情... 哪怕好幾年前你跟他做愛開開心心的，幾年後他反過來告你強奸，那你的勝訴率頂多只有0.1%。這是我的律師朋友告訴我的...。[46]
- 律師呂秋遠表示，我是不知道黃明志有哪個律師朋友這麼說，什麼情況下，勝訴率只有百分之零點一。但是，在司法實務工作裡，我們都可以知道要成立性騷擾、性侵害有多難。在這個社會裡，要把一個性侵害犯定罪，要做的事情是很多的。[47]

## 備註
1. ↑  非本案受害人A女。